# Озал, Мехмет
Мехмет Озал (тур. Mehmet Özal, род. 31 октября 1978, Анкара) — турецкий борец греко-римского стиля, призёр чемпионата Европы и Средиземноморских игр, чемпион и призёр чемпионатов мира, бронзовый призёр летних Олимпийских игр 2004 года в Афинах, участник четырёх Олимпиад.

## Карьера
Выступал в тяжёлой весовой категории (до 96-97 кг). Бронзовый призёр Средиземноморских игр 2005 года в Альмерии. Бронзовый призёр чемпионата Европы 2000 года в Москве. Чемпион (2002) и бронзовый призёр (2001) чемпионатов мира.
На летней Олимпиаде 2004 года в Афинах Озал завоевал бронзовую медаль. На следующей Олимпиаде в Пекине турок занял 9-е место. Озал был знаменосцем турецкой сборной на Параде наций летних Олимпийских игр 2008 года.